# 10195 Nebraska
10195 Nebraska (1996 RS5) là một tiểu hành tinh vành đai chính được phát hiện ngày 13 tháng 9 năm 1996 bởi R. Linderholm ở Lime Creek.